# Neben uns die Sintflut
Neben uns die Sintflut. Die Externalisierungsgesellschaft und ihr Preis ist ein soziologisch-zeitdiagnostisches Buch von Stephan Lessenich, das 2016 bei Hanser Berlin in München erschien. Darin wird thematisiert, dass es den Menschen in den Wohlstandsgesellschaften gut geht, weil es den meisten Menschen im globalen Süden schlecht geht.

## Inhalt
Das Buch enthält fünf Kapitel, deren Überschriften nicht unbedingt dem akademischen Usus entsprechen, sondern eher journalistisch wirken. Im ersten Kapitel („Neben uns die Sintflut“) erinnert Lessenich an eine Umweltkatastrophe in Brasilien und erörtert anschließend exemplarisch die Folgen des massiven Rohstoffbedarfs der westlichen Wirtschaftssysteme. Er befindet: „Wer von unserem Wohlstand hierzulande redet, dürfte von dem damit verbundenen, verwobenen, ja ursächlich zusammenhängenden Nöten anderer Menschen andernorts nicht schweigen. Genau das aber ist es, was ununterbrochen geschieht.“ Das Leben der einen auf Kosten der anderen solle mit dem Buch auf den Begriff gebracht werden. Dieser Begriff laute „Externalisierung“ und bezeichne den Vorgang, „bei dem etwas aus dem Inneren nach außen verlagert wird.“ Dieses Struktur- und Prozessmuster habe sich mit dem Globalisierungsschub der 1990er Jahre radikalisiert. Das Kapitel endet mit dem Satz: „Die Sintflut ist schon da, gleich neben uns.“
Im zweiten Kapitel („Externalisierung: Soziale Ungleichheit, relational gesehen“) referiert der Autor die Positionen von Klassikern der Politischen Ökonomie (Adam Smith, David Ricardo und Karl Marx) sowie der Weltsystem-Theorie zur „Externalisierungsgesellschaft“, beruft sich dann aber besonders auf den Soziologen C. Wright Mills, der bereits auf die Korrespondenz von „Über- und Unterentwicklung“ aufmerksam gemacht habe. Anschließend plädiert er für die „Soziologisierung“ des Problems, überträgt Bourdieus Habituskonzept auf die weltgesellschaftlichen Verhältnisse und nimmt psychoanalytische Begriffe wie Abspaltung, Verdrängung und Abwehr zur Hilfe, um den „Schleier des Nicht-wissen-Wollens“ zu lüften. Es gebe keine gesellschaftlichen „Außenverhältnisse“ mehr, auch wenn man sie „auf den Inseln der Sicherheit, der Stabilität und des Wohlstands“ immer wieder von neuem zu konstituieren suche. Nur vor diesem Hintergrund ließen sich die „protektionistischen, repressiven, rassistischen Reaktionsweisen“ verstehen, die Deutschlands Konfrontation mit den Folgen der eigenen Externalisierungspraxis gegenwärtig (2016) hervorrufe, „von der parteiübergreifenden herbeigeführten Entleerung des Asylrechts bis zu den fast schon täglich brennenden Flüchtlingsheimen: als im Wortsinne – rückwärtsgewandte – Versuche, die Zeichen der Zeit zu leugnen und die Realitäten der Weltgesellschaft auch weiterhin zu ignorieren.“
Zu Beginn des dritten Kapitels („Leben und sterben lassen: Externalisierung als ungleicher Tausch“) erinnert Lessenich an Kants Kategorischen Imperativ, der ein Grundprinzip der Aufklärung sei, in der Externalisierungsgesellschaft aber in pervertierter Form gelte: „Was du nicht willst, was man dir tu, das füg halt einem anderen zu.“ Die Ausbeutung des globalen Südens um des Konsums im Norden willen wird am Beispiel der Sojaproduktion, der Palmölproduktion und der Garnelenzucht drastisch dargestellt. Außerdem wird auf das „globale ökologische Paradoxon“ verwiesen, dass der globale Norden trotz seines größeren ökologischen Fußabdrucks eine geringere Umweltbelastung verzeichnet als die Länder des Südens.
Im vierten Kapitel („Drinnen gegen draußen: Externalisierung als Mobilitätsmonopol“) präsentiert der Verfasser das „Mobilitätsmonopol“ der Staatsangehörigen der reichen Länder.
Reisefreiheit sei für sie eine Selbstverständlichkeit, nicht jedoch für Angehörige von Staaten wie dem Iran. Für sie gelte fast überall Visumpflicht. Für Flüchtlinge seien die Grenzen dicht, obwohl ihre Fluchtgründe meist Folge der Externalisierung seien. Lessenich nennt das ein „global gespaltenen Mobilitätsregime“. Zur Verdeutlichung zitiert er Zygmunt Bauman: „für Profite zu reisen wird befödert; zum Überleben zu reisen wird verurteilt.“
Im abschließenden fünften Kapitel („Wir müssen reden: Wegdenken war gestern“) macht Lessenich den systembedingten „Wachstumszwang“ für das Ausmaß der Ungleichheit im globalen Maßstab verantwortlich. Hinzu kämen Gleichgültigkeit und Ignoranz jedes einzelnen, was er als „imperialen Provinzialismus“ bezeichnet, „die Macht, über die Folgen seines Handelns nicht nur keine Rechenschaft ablegen, sondern diese nicht einmal zur Kenntnis nehmen zu müssen, das Recht auf Nichtwissen für sich in Anspruch nehmen zu können.“ Zu fordern sei eine doppelte Umverteilung: „im nationalgesellschaftlichen, wie im weltgesellschaftlichen Maßstab, von oben nach unten und von »innen« nach »außen«.“

## Rezeption
Cornelius Pollmer bemängelt in der Süddeutschen Zeitung, dass das Buch nicht überzeugend genug sei, um Menschen wachzurütteln, die sich des Nord-Süd-Gefälles noch nicht hinreichend bewusst seien, und dass es „die bereits Bekehrten mit der bloßen Bestätigung ihrer Erkenntnis alleine lasse.“
Georg Auernheimer dagegen nennt es in seiner socialnet-Rezension ein Buch, „das alle lesen sollten, die lesen können. Besonders empfohlen sei es, SUV-Fahrern, Liebhabern der Karibik oder der Strände von Bali und den großen Karnivoren unter uns.“
Für Isabell Fannrich (Deutschlandfunk) ist das Buch soziologische Analyse und moralischer Appell zugleich. Es lege den Finger in die Wunde, indem es daran erinnert, dass der Reichtum einer Minderheit nicht allein ihrem Fleiß oder einer produktiven Wirtschaft zuzuschreiben sei, sondern maßgeblich der strategischen Position in der Weltwirtschaft.
Barbara Kuchler (Frankfurter Allgemeine Zeitung) sieht in dem Buch einen Aufschrei, angereichert um Analyse – nicht andersherum. Eingestreut sei „eine Art feindosierter, unaggressiver Rest-Marxismus“. Lessenich wolle die „Systemfrage“ stellen und einen „Systemwechsel“ anregen, auch wenn er nicht sagen könne, wie dieser aussehen soll. Das Buch ziele vorrangig auf Bewusstseinsbildung und Anstoß einer Debatte. Zu vielen, im Buch nur angetippten Fragen würde man gerne mehr lesen.
Barbara Streidl (die tageszeitung) schreibt, dass Stephan Lessenich mit seinem Buch den „Kuschelkurs“ beendet. Er wolle, dass wir endlich Verantwortung übernehmen für unser Kaufen und Verbrauchen, das globale Folgen hat. Er spreche aus, was viele nicht hören wollen.